# Primer ministre de Groenlàndia
El Primer Ministre de Groenlàndia (en groenlandès: Naalakkersuisut siulittaasuat; danès: Landsstyreformand) és el cap de govern de Groenlàndia, un país constituent del Regne de Dinamarca. Jonathan Motzfeldt es va convertir en el primer PM després de l'atorgament del govern autònom a Groenlàndia el 1979. El Primer Ministre en funcions és Múte Bourup Egede.

## Llistat de Primers Ministres de Groenlàndia
| No. | Foto | Nom                            | Mandat                 | Mandat                 | Mandat            | Partit | Partit            | Electe              |
| No. | Foto | Nom                            | Inici                  | Final                  | Duració           | Partit | Partit            | Electe              |
| --- | ---- | ------------------------------ | ---------------------- | ---------------------- | ----------------- | ------ | ----------------- | ------------------- |
| 1   |      | Jonathan Motzfeldt (1938–2010) | 1 de maig de 1979      | 18 de març de 1991     | 11 anys, 321 dies |        | Siumut            | 1979 1983 1984 1987 |
| 2   |      | Lars-Emil Johansen (1946)      | 18 de març de 1991     | 19 de setembre de 1997 | 6 anys, 185 dies  |        | Siumut            | 1991 1995           |
| (1) |      | Jonathan Motzfeldt (1938–2010) | 19 de setembre de 1997 | 14 de desembre de 2002 | 5 anys, 86 dies   |        | Siumut            | 1999                |
| 3   |      | Hans Enoksen (1956)            | 14 de desembre de 2002 | 12 de Juny de 2009     | 6 anys, 180 dies  |        | Siumut            | 2002 2005           |
| 4   |      | Kuupik Kleist (1958)           | 12 de Juny de 2009     | 5 d'abril de 2013      | 3 anys, 297 dies  |        | Inuit Ataqatigiit | 2009                |
| 5   |      | Aleqa Hammond (1965)           | 5 d'abril de 2013      | 30 de setembre de 2014 | 1 any, 178 dies   |        | Siumut            | 2013                |
| 6   |      | Kim Kielsen (1966)             | 30 de setembre de 2014 | 23 d'abril de 2021     | 6 anys, 205 dies  |        | Siumut            | 2014 2018           |
| 7   |      | Múte Bourup Egede (1987)       | 23 d'abril de 2021     | En el càrrec           | 3 anys, 328 dies  |        | Inuit Ataqatigiit | 2021                |